# Balla (ort i Irland)
Balla är en ort i republiken Irland.   Den ligger i grevskapet Maigh Eo och provinsen Connacht, i den nordvästra delen av landet, 200 km väster om huvudstaden Dublin. Balla ligger 106 meter över havet och antalet invånare är 671.
Terrängen runt Balla är huvudsakligen platt, men åt nordost är den kuperad. Balla ligger uppe på en höjd. Runt Balla är det ganska glesbefolkat, med 27 invånare per kvadratkilometer. Närmaste större samhälle är Castlebar, 12,3 km väster om Balla. Trakten runt Balla består i huvudsak av gräsmarker.